# Mansuè
Mansuè é uma comuna italiana da região do Vêneto, província de Treviso, com cerca de 4.130 habitantes. Estende-se por uma área de 26 km², tendo uma densidade populacional de 159 hab/km². Faz fronteira com Fontanelle, Gaiarine, Gorgo al Monticano, Oderzo, Pasiano di Pordenone (PN), Portobuffolé, Prata di Pordenone (PN).

## Demografia
| Variação demográfica do município entre 1861 e 2011                               |
|                                                                                   |
| Fonte: Istituto Nazionale di Statistica (ISTAT) - Elaboração gráfica da Wikipedia |